# Relations entre l'Arménie et le Kazakhstan
Les relations entre l'Arménie et le Kazakhstan sont les relations extérieures entre l'Arménie et le Kazakhstan. Avant 1918, les deux pays faisaient partie de l'Empire russe, et étaient des républiques socialistes de l'Union soviétique jusqu'en 1991. Les relations diplomatiques entre les deux pays ont été établies le 27 août 1992. Depuis 1992, l'Arménie dispose d'une ambassade à Almaty tandis que le Kazakhstan possède une ambassade à Erevan.
Les deux pays sont tous les deux membres à part entière de l'Organisation du traité de sécurité collective (OTSC), de l'Organisation pour la sécurité et la coopération en Europe (OSCE) et de la Communauté des États indépendants (CEI). On compte 25 000 personnes d'origine arménienne vivant au Kazakhstan.

## Visites bilatérales
- Les 1er et 2 septembre 1999, le président arménien Robert Kotcharian a effectué une visite officielle au Kazakhstan.
- En mai 2001, le président kazakh Noursoultan Nazarbaïev a effectué une visite officielle en Arménie.